# 由宇駅
由宇駅（ゆうえき）は、山口県岩国市由宇町南一丁目にある、西日本旅客鉄道（JR西日本）山陽本線の駅である。

## 歴史
- 1897年（明治30年）9月25日：山陽鉄道 広島駅 - 徳山駅間の開通と同時に開業[2]。
- 1906年（明治39年）12月1日：山陽鉄道の国有化により、官営鉄道の駅となる[2]。
- 1909年（明治42年）10月12日：線路名称制定。山陽本線の所属となる。
- 1962年（昭和37年）2月1日：貨物の取扱を廃止[2]。
- 1978年（昭和53年）10月2日：ダイヤ改正により、快速列車の停車駅となる。
- 1981年（昭和56年）3月27日：駅舎を改築[3]。
- 1984年（昭和59年）2月1日：荷物扱い廃止[2]。
- 1986年（昭和61年）11月1日：ダイヤ改正により、当駅折返しの呉線直通列車運転開始[4]。
- 1987年（昭和62年）4月1日：国鉄分割民営化により、西日本旅客鉄道（JR西日本）の駅となる[2]。
- 1992年（平成4年）11月：みどりの窓口営業開始。[5]
- 1999年（平成11年）2月7日：ダイヤ改正により、呉線の下り快速「安芸路ライナー」[注釈 1]が発着する最西端となる[6]。
- 2003年（平成15年）10月1日：ダイヤ改正により、呉線の快速列車の発着が消滅する[7]。
  - 10月16日：ダイヤ改正により、呉線の上り快速「安芸路ライナー」が発着する最西端となる[8]。
- 2009年（平成21年）3月14日：ダイヤ改正により、呉線の快速列車の発着が消滅する。呉線直通列車は下り普通当駅止まりのみとなる[9]。
- 2011年（平成23年）3月12日：ダイヤ改正により、呉線直通電車の当駅折返しが消滅する[10]。
- 2015年（平成27年）3月14日 ：ダイヤ改正により、当駅止まりの呉線直通列車が復活する。その電車は227系での運行となった[11]。
- 2016年（平成28年）3月26日：当駅始発の呉線直通電車の運転が開始。[12]
- 2017年（平成29年）5月20日：接近メロディを、広島東洋カープ応援歌「それ行けカープ」に変更[13]。
- 2022年（令和4年）
  - 3月12日：ICカード「ICOCA」の利用が可能となる[14]。
  - 9月30日：この日をもってみどりの窓口の営業を終了[15]。
  - 10月1日：無人駅となる[15]。

## 駅構造
単式ホーム1面1線と島式ホーム1面2線、合計2面3線のホームを持つ地上駅。駅舎は単式の1番ホーム側にあり、島式の2・3番ホームへは跨線橋で連絡している。

### のりば
| のりば | 路線      | 方向 | 行先           | 備考          |
| ------ | --------- | ---- | -------------- | ------------- |
| 1      | ■山陽本線 | 上り | 岩国・広島方面 | 一部2番のりば |
| 2・3   | ■山陽本線 | 下り | 柳井・徳山方面 |               |

- 上り本線は1番のりば、下り本線は3番のりば。2番のりばは上下共用の待避線である。2016年現在は当駅始発の岩国・広島方面行きと下りの貨物列車の通過待ちに使われるが、かつては上り「あさかぜ」の通過待ちにも使われたことがある[注釈 2]。

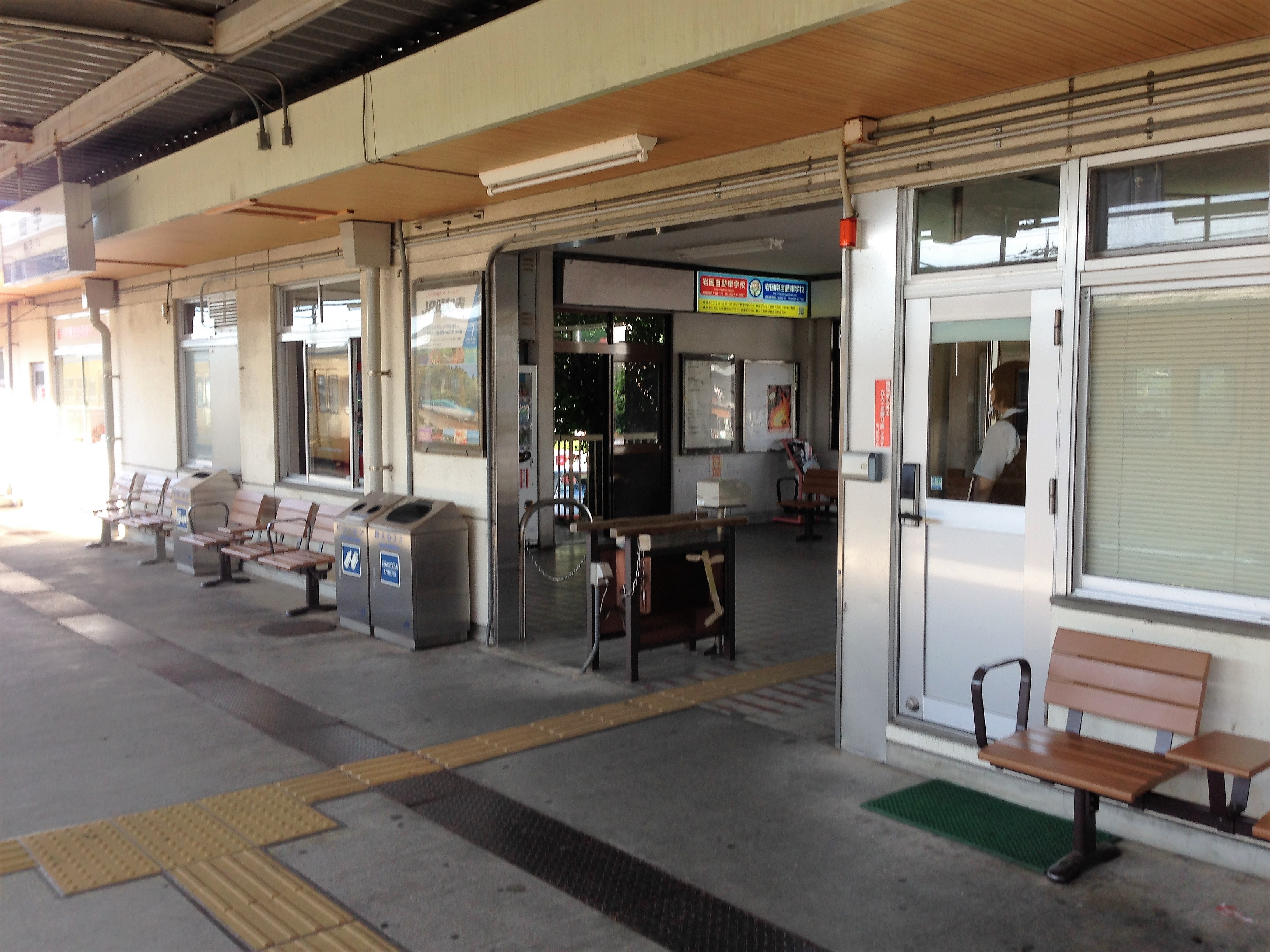
駅ホームから改札口を望む（2016年）
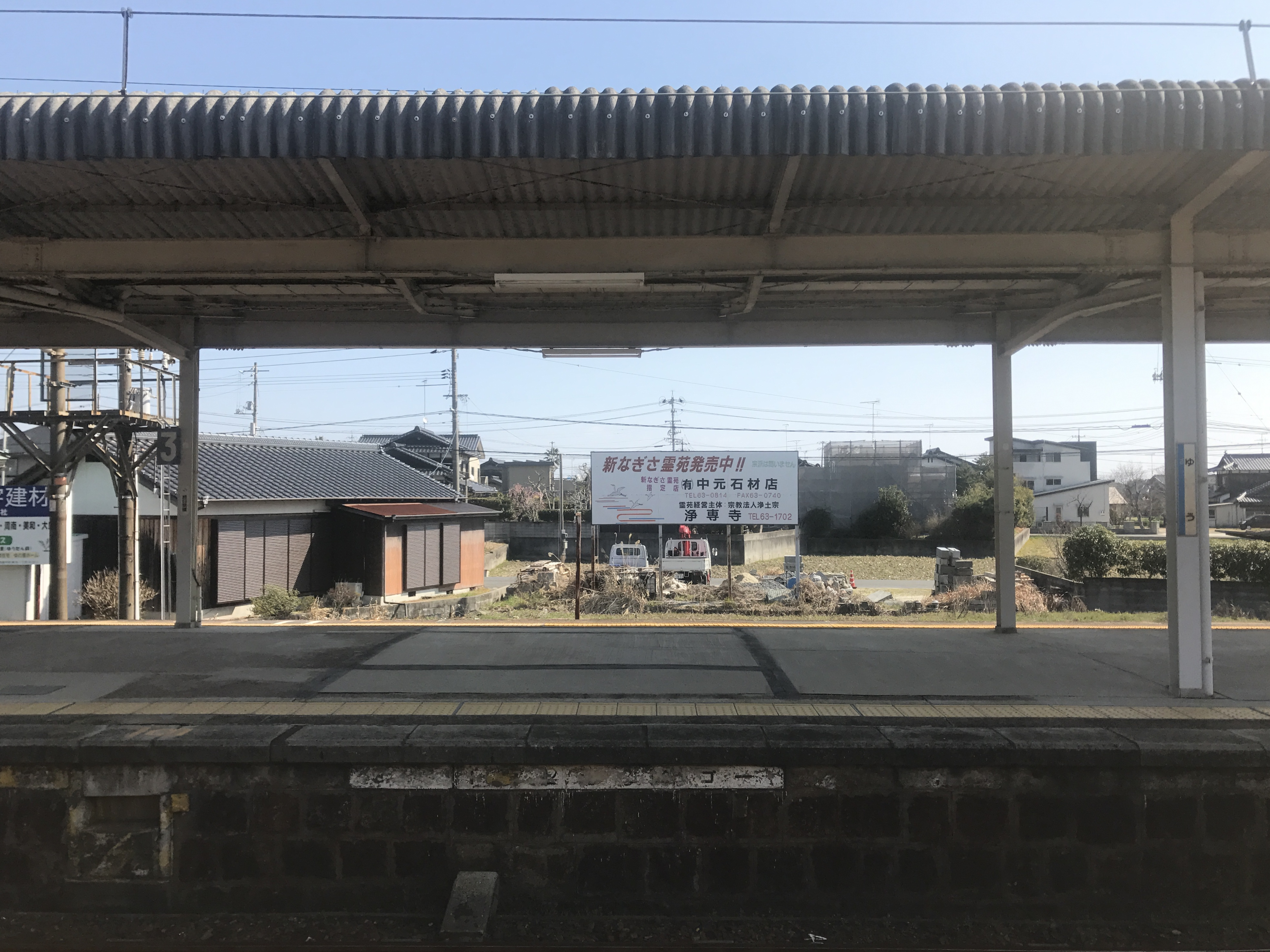
ホーム（1番のりばから2番・3番のりば方向）（2017年3月）

## 利用状況
1日の平均乗車人員は以下の通りである。
| 乗車人員推移 | 乗車人員推移 |
| 年度         | 1日平均人数  |
| ------------ | ------------ |
| 1999         | 1,343        |
| 2000         | 1,308        |
| 2001         | 1,278        |
| 2002         | 1,233        |
| 2003         | 1,216        |
| 2004         | 1,236        |
| 2005         | 1,163        |
| 2006         | 1,110        |
| 2007         | 1,094        |
| 2008         | 1,093        |
| 2009         | 1,047        |
| 2010         | 980          |
| 2011         | 982          |
| 2012         | 954          |
| 2013         | 937          |
| 2014         | 870          |
| 2015         | 881          |
| 2016         | 874          |
| 2017         | 866          |
| 2018         | 832          |
| 2019         | 800          |
| 2020         | 659          |
| 2021         | 630          |
| 2022         | 657          |

## 駅周辺
周辺は旧・由宇町の中心部。由宇川の河口に近く、由宇港も近くにある。
- 岩国市由宇総合支所
- 岩国市立由宇中学校
- 岩国市立由宇小学校
- 由宇郵便局
- 広島東洋カープ由宇練習場（2軍使用球場）
- 潮風公園
- 国道188号

## 隣の駅
西日本旅客鉄道（JR西日本）
■山陽本線
通津駅 - 由宇駅 - 神代駅